# Санто-Домінго-де-Сілос (Бургос)
Санто-Домінго-де-Сілос (ісп. Santo Domingo de Silos) — муніципалітет в Іспанії, у складі автономної спільноти Кастилія-і-Леон, у провінції Бургос. Населення — 326 осіб (2010).
Муніципалітет розташований на відстані близько 170 км на північ від Мадрида, 48 км на південний схід від Бургоса.
На території муніципалітету розташовані такі населені пункти: (дані про населення за 2010 рік)
- Інохар-де-Сервера: 12 осіб
- Ортесуелос: 64 особи
- Пеньякоба: 43 особи
- Санто-Домінго-де-Сілос: 207 осіб

## Демографія
Динаміка населення (INE ):

## Галерея зображень

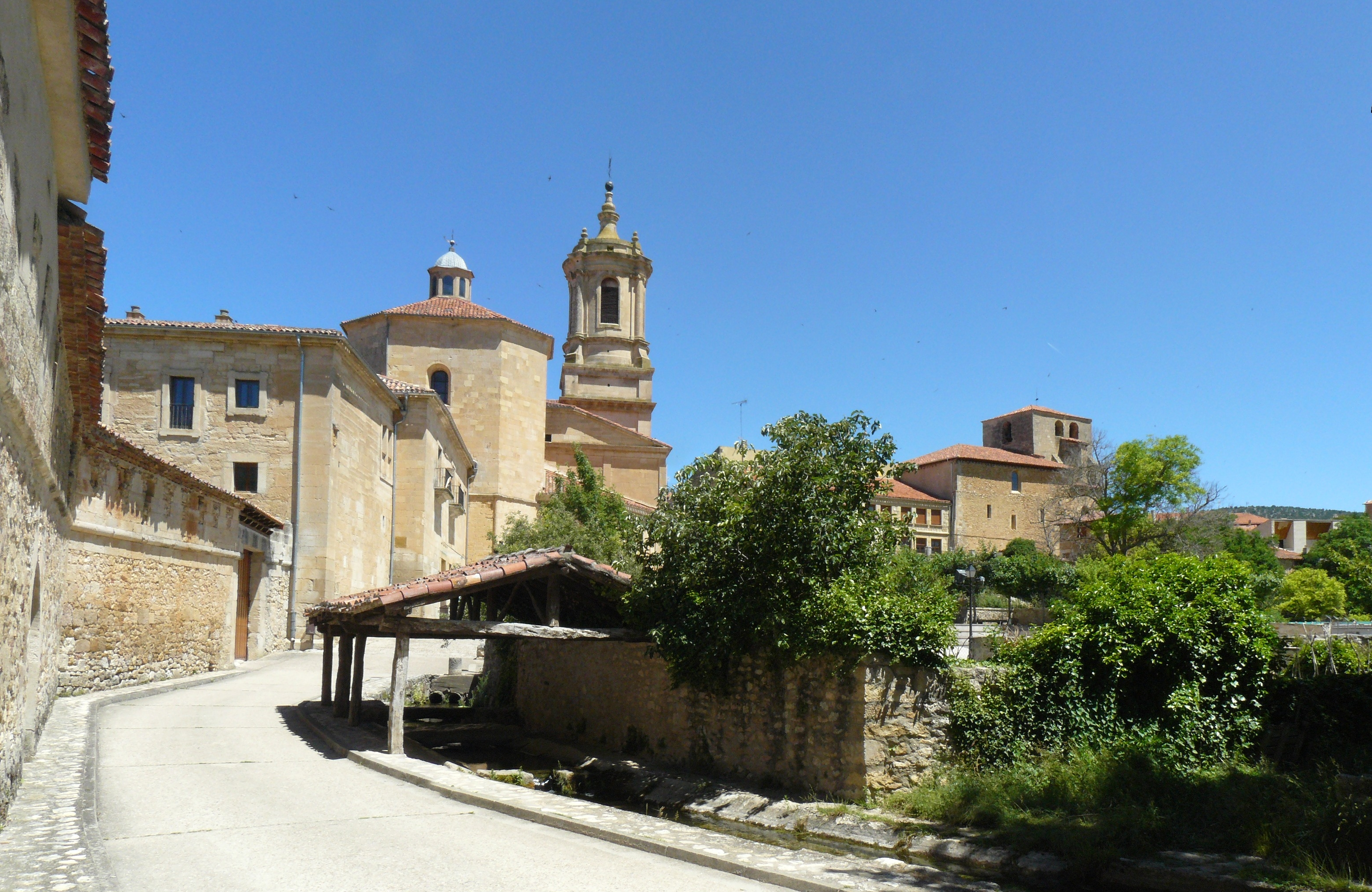
Санто-Домінго-де-Сілос
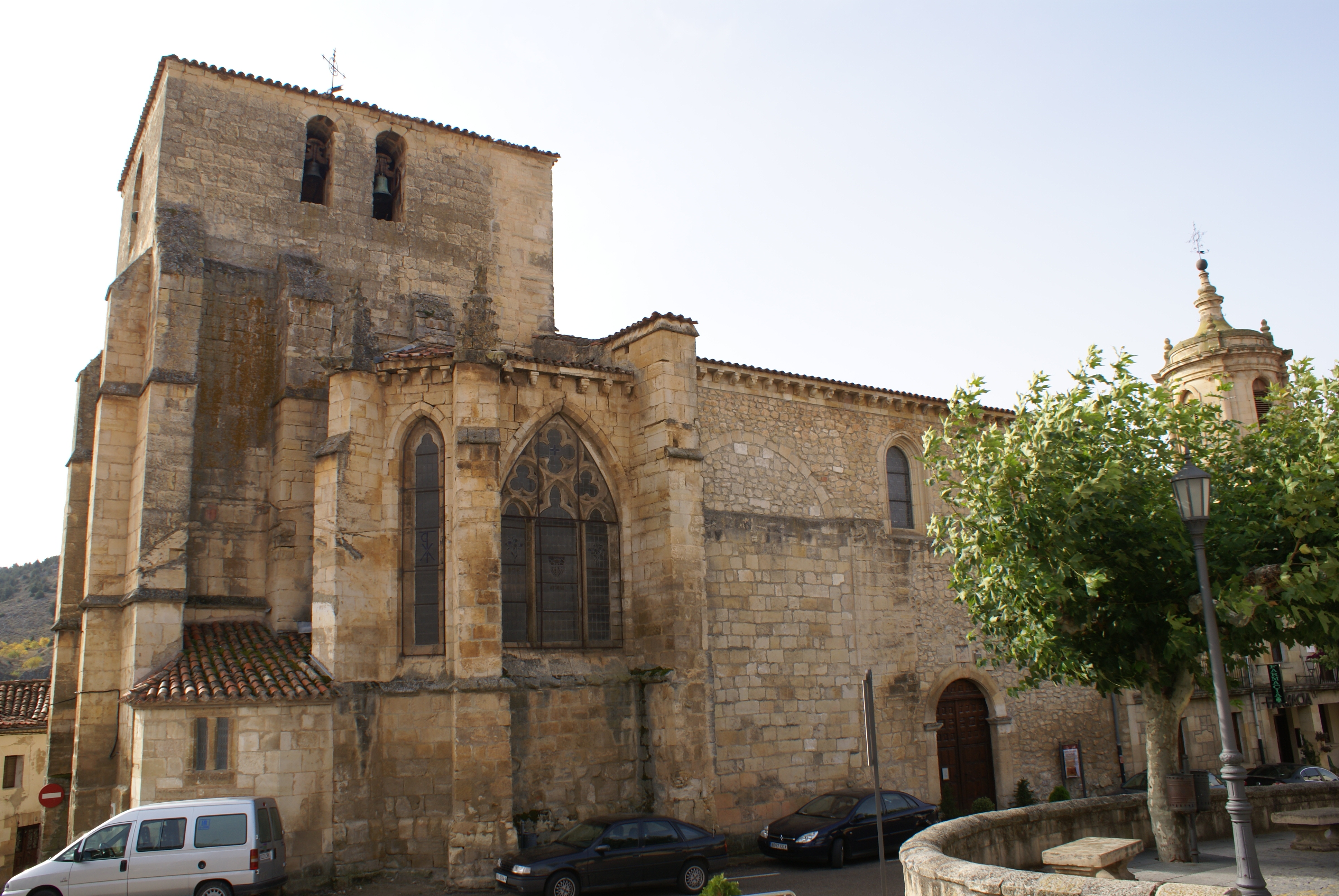
Церква Сан-Педро